# قائمة الحروب في بريطانيا العظمى
هذه قائمة الحروب التي وقعت في بريطانيا العظمى .
| النتيجة | ملاحظة                                | مكان            | حرب | عام           | مصدر  |
| --- | ------------------------------------- | --------------- | --- | ------------- | ----- |
| إقام الرومان في منطقه محدوه |                                       | إنجلترا         | غزو يوليوس قيصر لبريطانيا | 55-54ق.م.     | [ 1 ] |
| |                                       | بريطانيا        | الضم الروماني لبريطانيا | 49-96         | [ 1 ] |
| الانسحاب إلى جدار هادريان | جزء من الغزو الروماني لبريطانيا       | إسكتلندا        | الغزو الروماني لكالدونيا | 208-10        |       |
| انتصار الرومان قمع الثوره | جزء من الغزو الروماني لبريطانيا       | إنجلترا         | ثورة كارسيس | 286-96        | [ 2 ] |
| | جزء من الغزو الروماني لبريطانيا       | بريطانيا        | المؤامرة العظمى | 367-68        |       |
| انتصار الأنجلوساكسون – صمود الكلت في كمبريا وكورنوال |                                       | بريطانيا        | الاستيطان الأنجلوسكسوني في بريطانيا | 410-927       | [ 3 ] |
| تأسيس دانلو – سيطرة الفايكنج على معظم شمال وشرق إنجلترا | جزء من الغزوات الإسكندنافية لبريطانيا | إنجلترا         | الجيش الوثني العظيم | 865-78        | [ 4 ] |
| انتصار الإسكندنافيين – كنوت يصبح ملك إنجلترا | جزء من الغزوات الإسكندنافية لبريطانيا | إنجلترا         | فترة كنوت العظيم | 1015-16       | [ 5 ] |
| انتصار النورمان – ويليام الفاتح يصبح ملك إنجلترا (1066 م) |                                       | إنجلترا         | غزو النورمان لإنجلترا | 1066-71       | [ 6 ] |
| انتصار الويلزيين – طرد النورمان من ويلز |                                       | ويلز            | الغزو النورماني لويلز | 1067-1194     |       |
| |                                       | إنجلترا         | ثورة الإيرلات (1075 م) | 1075          |       |
| فشل الثوره |                                       | إنجلترا         | تمرد عام 1088 م | 1088          |       |
| معاهدة والينغفورد |                                       | إنجلترا         | حرب لاسلطوية | 1135-54       |       |
| |                                       | إنجلترا         | ثورة 1173-1174 م | 1173-74       |       |
| السلام بعد انتفاضة 1211 م: هزيمة اسمية مع زيادة الاستقلال الويلزي | جزء من الحروب الأنجلو-ويلزية          | ويلز            | الانتفاضة الويلزية عام 1211 م | 1211          |       |
| انتصار الأنجفيين | حرب أهلية                             | إنجلترا         | حرب البارونات الأولى | 1215-17       |       |
| الانتصار الاسكتلندي – احتلال جزر هيبريدس وجزيرة مان |                                       | إسكتلندا        | الحرب الاسكتلندية النرويجية | 1262-66       |       |
| الانتصار الملكي | حرب أهلية                             | إنجلترا         | حرب البارونات الثانية | 1264-67       |       |
| الانتصار الإنجليزي غزو ويلز على يد إدوارد الأول |                                       | بريطانيا        | غزو إدوارد الأول لويلز | 1277; 1282–83 |       |
| الانتصار الاسكتلندي |                                       | ويلز-إنجلترا    | حرب الاستقلال الأسكتلندية الأولى | 1296–1328     |       |
| الانتصار الملكي | حرب أهلية                             | إنجلترا         | حرب ديسبينسر | 1321–22       |       |
| الانتصار الاسكتلندي | جزء من الحروب الأنجلو-ويلزية          | إسكتلندا        | حرب الاستقلال الأسكتلندية الثانية | 1332–57       |       |
| القضاء على التمرد |                                       | إنجلترا         | ثورة الفلاحين | 1381          |       |
| هزيمة التمرد | جزء من الحروب الأنجلو-ويلزية          | ويلز            | تمرد جليندور | 1400–15       |       |
| |                                       |                 | حرب الوردتين | 1455–85       |       |
| الانتصار الإنجليزي |                                       | كورنوال         | تمرد كورنيش 1497 | 1497          |       |
| |                                       |                 | الحرب الإنجليزية-الاسكتلندية (1543-1551)                                                                                                   | 1543          |       |
| تم سحق التمرد بعنف من قبل قوات الملك إدوارد السادس |                                       |                 | تمرد كتاب الصلاة | 1549          |       |
| سحق التمرد وإعدام قادته |                                       | إنجلترا         | تمرد كيت | 1549          |       |
| |                                       |                 | تمرد الشمال | 1569–70       |       |
| انتصار البرلمانيين الإنجليز على الملكيين. إلغاء النظام الملكي في إنجلترا عام 1649 بعد إعدام الملك تشارلز الأول. تأسيس جمهورية إنجلترا التي استمرت من 1649 إلى 1660.إنشاء الحُكم العسكري بقيادة أوليفر كرومويل، الذي أصبح لورد الحامي بين 1653-1659. ضم اسكتلندا إلى الكومنولث الإنجليزي، مما جعلها تحت حكم البرلمان الإنجليزي. بعد وفاة كرومويل عام 1658، انهار نظام الكومنولث، وعادت الملكية عام 1660 في عهد الملك تشارلز الثاني. | حرب أهليه                             | بريطانيا العظمى | حروب الممالك الثلاث - حروب الأساقفه - إسكتلندا في حروب الممالك الثلاث - الحرب الأهلية الأنجليزيه الأولى - الحرب الأهليه الأنجليزيه الثالثه | 1639–53       |       |
| قمع التمرد |                                       | إنجلترا         | تمرد مونموث | 1685          |       |
| فوز الحكومة | حرب أهلية                             | إسكتلندا        | انتفاضة اليعاقبة 1689 | 1689          |       |
| فوز بريطانيا | حرب أهلية                             | إسكتلندا        | الثورة خمسة عشر | 1715          |       |
| فوز بريطانيا | حرب أهلية                             | إنجلترا         | تمرد اليعاقبة عام 1745 | 1745          |       |